# Дуков, Михо
Михо Иванов Дуков (болг. Михо Иванов Дуков; род. 29 октября 1955, Шивачево, Сливенская область) — болгарский борец вольного стиля, серебряный призёр Олимпийских игр, трёхкратный чемпион Европы.

## Биография
Михо Дуков родился 29 октября 1955 года в городе Шивачево Сливенской области. С детства занимался борьбой.

## Достижения
- Серебряный призёр Олимпийских игр — 1980.
- Трёхкратный призёр чемпионатов мира — бронза: 1975; серебро: 1977, 1979.
- Трёхкратный чемпион Европы — 1978, 1979 и 1981.